# Узбережжя (Смолевицький район)
Узбережжя (біл. вёска Узбярэжжа) — село в складі Смолевицького району Мінської області, Білорусь. Село підпорядковане Усяжській сільській раді, розташоване в центральній частині області.